# 搖曳莊的幽奈小姐
《搖曳莊的幽奈小姐》（日语：ゆらぎ荘の幽奈さん） 是由三浦忠弘創作的日本漫畫，自2016年10號至2020年27號在《週刊少年Jump》連載，全24冊。發行至18卷銷量突破350萬本。2017年11月13日宣布動畫化，於2018年7月播放。

## 故事

### 設定
故事背景為與現代日本相近，並存在各種神仙、靈體、妖怪的世界。在此之中最強勢的三個家族，分別為統領東方妖怪的「天狐」、統領西方妖怪的「宵之坂」、以及不屬於任何陣營的「八咫鋼」，此外還有由女性忍者組成的誅魔忍、統帥信濃龍雅湖的黑龍神家族、統領京都妖怪軍團的大天狗等派系。主角冬空凩為「八咫鋼」傳人。

### 劇情大綱
入住搖曳莊（第1話－第6話）
擁有通靈能力的冬空凩入住溫泉公寓搖曳莊，與地縛靈幽奈同房，此外搖曳莊裡還住著多位各具魅力的美女，包括擔任招待員的座敷童子千歲、從事漫畫家的酒吞童子末裔吞子、誅魔忍雨野狹霧、被化貓附身的少女夜夜。冬空希望能找到幽奈留戀現世的原因，以協助她往生。冬空就讀湯煙高中，與他同班的班花千紗希遇見靈異事件。
冬空解決事件後和千紗希拉近關係，而引發事件的狸貓女孩小柚也住進搖曳莊。
黑龍神篇（第13話－第16話）
黑龍神龍雅玄士郎擄走幽奈，欲強娶她為妻，冬空一夥闖入龍雅城擊倒玄士郎，而玄士郎的隨從朧住進搖曳莊，目的是和冬空生下強大的子嗣以壯大龍雅家。
雨野一族篇（第32話－第34話）
在忍者祭典中，冬空救了狹霧的堂妹雲雀，其後雲雀對冬空產生好感，並住進搖曳莊。
迦樓羅篇（第57話－第64話）
暗戀冬空的天狗迦樓羅襲擊搖曳莊，擄走冬空後逼他與自己結婚，搖曳莊到京都救回冬空。之後迦樓羅向冬空悔過，並以正大光明的方式表現自己的愛意。
魔境院篇（第118話－第129話）
冬空的師父魔境院逢牙來到搖曳莊，闡明自己的目的是消滅惡靈餓爛洞，並表示餓爛洞的本體即是天狐幻流齋的靈，亦即幽奈。幽奈在同伴的幫助下恢復了天狐幻流齋的能力和部分記憶，在她擊敗逢牙後，眾人隨即發現餓爛洞並非幽奈，而是屬於天狐家的始祖白睿。白睿的目的是利用餓爛洞讓女兒長生不死，而幽奈只是為此而製造的實驗體之一。最後冬空一拳擊潰了餓爛洞，並和同伴們聯手擊敗白睿。
宵之坂家族篇（第133話－第138話）
宵之坂家的酌人打算強娶狹霧為妻，並預料到搖曳莊的居民會為了救狹霧而出動，試圖將家族仇敵冬空、吞子和幽奈一網打盡。雙方激戰之下，狹霧擊敗了酌人，而冬空則在幽奈和誅魔忍的幫助下擊敗宵之坂的當家釀之介。之後狹霧坦承自己對冬空的愛意。
京都篇（第142話－第149話）
冬空和同學到京都修學旅行。千紗希遇見占卜師流禪，流禪用能力讓她觀看十年後的預知夢。千紗希在夢中見到自己和冬空結婚的未來，但她放棄這個只有自己獲得幸福的未來，利用未來的資訊解決冬空正面臨的危機，並選擇讓更多人獲得幸福的可能性。
天狐雪崩篇（第153話－第167話）
由於餓爛洞事件，天狐家現任當家天狐雪崩將冬空和幻流齋視為威脅，他和手下聯手攻擊搖曳莊，經過幽奈訓練，冬空用逢牙遺留的道具擊倒雪崩，而雪崩也說服了天狐家的長老，不再對冬空出手。
冬空消失篇（第193話－第209話）
幽奈坦白了自己對冬空的愛。宵之坂釀之介企圖對冬空和幽奈報仇，冬空不得不和他同歸於盡，但釀之介並未被消滅，而是成了失控的惡鬼。為了拯救冬空，流禪使用能力讓女孩們做預知夢，分別見到自己與冬空相廝守的未來，從中找尋讓冬空生還的方法。
幽奈在夢中得知自己之所以未能往生，是因為生前曾透過預測未來觀看過自己冬空的美好未來，並對此十分憧憬。而幽奈也找到拯救冬空的方式。甦醒後的女孩們將記憶組成冬空的靈體，在冬空擊敗釀之介並奪回身體後，一切重歸和平。
雖然幽奈心願已了，但她的新願望是和大家在一起，因此她繼續在搖曳莊當地縛靈，最後與冬空結婚。

## 登場人物

### 主要角色
冬空凩（聲：小野友樹）
男主角，個性豪爽正直，喜欢打抱不平。生來便有通靈體質（容易被附身並且對於詛咒等負面性的術抗性超弱，而且和靈具這些接觸便會引起其中力量的暴走與擴大化，甚至是地縛靈的執念也是如此）並且非常困擾，虽然因此获得了無數的技能，但也因为被炒股上瘾的幽灵附体后身负巨债（為他人所背負），一直居无定所。后来拜師學了除靈的方法，避免自身再度被幽靈隨意附身，自稱肉體派靈能師，第七代的「八咫鋼」。因为搖曳莊的老板承诺如果能成功除灵就让其终身免费居住，所以搬进了搖曳莊204号房。身邊經常發生各種「福利事件」，其溫柔又熱忱的性格也使得許多女角對自己抱有好感，後來和幽奈成為戀人關係。
湯之花幽奈（聲：島袋美由利）
女主角，搖曳莊204號房的地縛靈，是位美少女。自称是永远的16岁，其实在搖曳莊里年龄仅次于仲居千岁。死後对世间十分留恋，不愿升天成佛，因此成为地缚灵。擁有破解禁咒的強大靈力，也因此可以像是透明人一樣触碰到自己想触碰的物品也能讓別人碰觸（亦因此特質的影響，導致會做料理的幽奈需要他人供奉料理才能嘗到味道），也能放弃漂浮在地上行走，所以能洗澡和睡觉。雖然是地縛靈，但除了睡覺以外都可以自由離開搖曳莊。
不能通灵的人看不到幽奈，但幽奈可以筆談進行溝通。幽奈在感到羞耻或恐惧时会产生騷靈现象。遇到凩后，与凩达成了“凩帮助幽奈了却对世间的留念后，幽奈就升天成佛”的协议，开始了同居生活後在一連串事件後逐漸對凩產生感情並愛上凩。
其真正身份為天狐白叡以自己的女兒天狐幻為原型所創造的第七代「天狐幻流齋」，因無法繼承餓爛洞術式而被白叡視為失敗之作，然而前幾代都已經成佛了，唯有幽奈仍停留於人世。
過去把重傷吞子的（釀之介派出）刺客消滅後，勸說吞子到搖曳莊定居。
於餓爛洞事件時取回部分記憶，學會使用靈力的方法，並能憑依在凩身上。因兩人合力作戰會過於強大，使得搖曳莊自此之後被各方勢力盯上。
結尾處終於取回全部記憶，當年時日無多的幻流齋憧憬著戀愛，故流禪利用未來預測找到了實現這個願望的方法：成為搖曳莊的地縛靈。然而，不論如何預測未來，最後凩都會為了保護自己而死，但在自己不存在的未來中，搖曳莊的中人都得以保有安穩的生活，因此要求流禪抹去所有未來預測的記憶，以避免自己的留念造成他人不幸。不過流禪只有封印一部分的記憶，使得幻流齋仍然保有「和冬空凩一起生活」的留念而成為地縛靈。結局在回想起留念之後即將成佛，最後被凩留下，兩人終於成為情侶。
雨野狭霧（聲：高橋李依）
搖曳莊202號的房客。與凩同校的馬尾女學生，真實身分是對抗妖怪的「誅魔忍」一族的成員，武器为苦無，进行着驱逐妖怪的工作。因為先前都在女校長大，所以不習慣跟男性相處。性格嚴肅正經，虽然外貌和学习很受男生欢迎，但性格和武功则让男生们退避三舍。
有着极强的廉耻观，经常对他人不检点的行为进行指责，最初对凩极为排斥。平時穿著一身黑，在跟凩共同執行某任務後有稍微改變了品味。初次與冬空凩見面的時候相當警備他，後來因冬空凩貼心漸漸地增加了好感度。經過長時間的相處而喜歡上冬空凩，不擅長料理。
宮崎千紗希（聲：鈴木繪理）
就讀湯煙高中1年4班，冬空凩的同學，容貌姣好，是男生心中的偶像。擅長交際，料理萬能，很會打扮，喜愛可愛的事物，但有輕微的色情妄想症（只對冬空凩）。
父親因為工作需要出差國外，現時和母親宮崎日和生活。因为母亲的教育使她认为男性都是色狼，為此多度拒絕男生們的表白，甚至是試圖挖掘她擔任模特兒的星探。最初相當警戒冬空凩，經過一系列的事情後，察覺到自己漸漸喜歡上冬空凩。聽冬空自己說是靈能力者，委託冬空凩幫忙解決靈異事件，之後在事件中認識了信樂小柚，與信樂小柚成為好友。前期不能通灵，要靠纸笔才能和幽奈交流，並成為好友。後來由米莉亞幫助讓小柚憑依附在自身並前往靈界，同時啟發了她的靈感（沒附身的情況下看得見幽靈）。
神刀朧（聲：小松未可子）
搖曳莊205號的房客。龍雅玄士郎的随从，男装美女，左眼戴著眼罩。真实身份为先代黑龙神尾巴中诞生的神刀，身体的一部分可变化为锋利的刀刃，在龙雅家被视作玄士郎的异母姐。她一心想著要讓龍雅家更為強大。在看到凩強大的一面後，便主動住進搖曳莊誘惑他（無視任何場合），想懷上他的孩子，後來對凩動了真心，也在和搖曳莊的眾人相處中逐漸地學會以前不曾學會的東西，更體會到了從前缺失的溫情，從而想要好好的保護這第二個「家」。
雨野雲雀（聲：井上穗乃花）
搖曳莊206號的房客。雨野狹霧的堂妹，原同班同學，也是「誅魔忍」一族。在任何方面都嫉妒雨野狹霧，尤其是胸部。視她為競爭對手。被冬空凩解救，從此迷上了冬空凩。後來去了湯煙高中就讀，成為了冬空凩的同班同學。向冬空凩告白，但被後者拒絕。
緋扇迦樓羅（聲：雨宮天）
統領京都妖怪軍團的大天狗，關原之戰後迷上凩並把凩視為丈夫第一人選，在綁架凩逼婚失敗後，改以正規的方式追求他。

### 次要角色
仲居千歲（聲：原田彩楓）
搖曳莊的招待员，真实身份为年逾千歲的座敷童子，外表为13歲的少女，不会长大和衰老，實際年齡在搖曳莊中最大。能力是操纵运势，但也会带来一定的反作用（例如招來幸福會帶來不幸，厄運亦然），所以不會輕易使用操縱運勢的能力。擅长料理。隐瞒真实身份在上中學，搖曳莊的其他成员对她在上学一事并不知情，直至漫畫第112話始向搖曳莊透漏自己上學的事，同時亦讓學校同學知道自己的妖怪身分。
荒霸吐吞子（聲：加隈亞衣）
搖曳莊201號的房客。酒吞童子的末裔，繼承了先祖的強悍怪力，成天喝酒的性感女性，年齡自稱23歲，職業是漫畫家。原名為宵之坂吞子，為御三家中西之「宵之坂」家的成員。
她過去和狭霧一樣都是從事驅逐妖怪的工作，性格上也相當的冷冽、孤僻不懂得享受，但被釀之介派出的刺客行刺受了重傷後，產生了人生就該及時行樂的想法，因此行為變得十分放荡不羁。感情经历不顺，时不时抱怨世上没有好男人。
基本戰鬥風格是徒手格鬥，使用神力时眉心会出现一支角，喝得越多战斗力越强也能使出強力的『鬼火炮』。另外所攝取的酒與食物能化為靈力是酒吞童子一族的既有能力。
只要喝一千瓶名酒『鬼殺』就能進入『千升模式』，其最大靈力值約1億2000萬，實力為歷代「宵之坂」中最強的一員。
由於擁有「宵之坂」最強的實力，而在嬰兒時期被釀之介收養並且封印了一部份的實力。在十六歲時遭到釀之介派出的刺客重傷，被幽奈所救並解開封印後，聽從幽奈的指示到搖曳莊定居，同時也開始放飛自我。
天狐流禪
御三家中，「天狐」裡少有的擁有魔眼的孩子，能夠預測未來，一開始無法控制力量後來幸得白叡給予人造式神努斯才得以完全控制，也因此成為了陪伴在第七代幻流齋身旁（當時）唯一的友人。
後來離開異界以占卜師的身分奔走各地，並透過占卜默默地引導著未來的時間線，避免往最糟糕的結局上走。休學旅行期間以占卜的名義讓千紗希做了預知夢，藉此迴避了凩的靈力被宵之坂家封印的未來。在最終與宵之坂的惡鬼戰鬥時，現身助搖曳莊的大家一臂之力，使用未來預測模擬出幽奈、狭霧、朧、雲雀、千紗希、迦樓羅六人各自與凩交往的未來，並利用這些記憶修補了凩的靈魂。
伏黑夜夜（聲：小倉唯）
搖曳莊203號的房客。依附著貓神（聲：大地葉）的少女，长着貓耳和尾巴，也可以完全变成猫的外形。行為也非常像貓，懼怕熱水，食欲旺盛，尤其愛吃魚。自從吃過凩的烤魚料理之後，就變的非常親近凩，因為夜夜对于擅长做鱼料理的人会十分亲近，如同猫被主人饲养一样。
在凩就讀的湯煙高中附屬中學就讀，初中畢業後，高中時就讀湯煙高中。在偶然的機遇下，與紫音成為了朋友。
信樂小柚（聲：春野杏）
住在搖曳莊的管理員室。使用叶符术的狸貓少女，第一人稱是僕，可以使用树叶让物品和人进行变化，但功力尚浅只能變成小孩而且無法掩飾自己的耳朵和尾巴，經常參考成熟女性的身材為自己的變身修練，尤其是胸部。對千紗希的胸部有著濃厚的興趣，曾为了观察千紗希而躲在其家中，制造了不少灵异事件。在凩和幽奈的帮助下得到了千紗希的谅解，并住进了搖曳莊，也成為了搖曳莊中時常的「福利放送」事件的主要製造人。
魔境院逢牙
凩的師傅，同時也是其初戀對象。外表是一名頭上配戴軍帽，左臉上有傷痕的長髮女性。為御三家中，第六代「八咫鋼」。在百多年前，與大惡靈「餓爛洞」一戰中戰死，「八咫鋼」一脈也從此斷絕。死後，強逼凩成為自己的弟子，並鍛鍊對方成為自己的後繼者。
當湯搖莊的眾人在位於海邊的別墅玩「女王遊戲」時，突然現身在湯搖莊，並以壓倒性實力擊敗魔鶇。對凩的感情是亦姐亦母，在餓爛洞的一切全部終結，並且親眼確認了凩已不再是孤獨一人後，放下一切執念就此成佛。
在凩因為失去肉身而靈魂又被修補完整牽引至三徒川時，現身直接一拳將其轟回人間。
巳虎神魔鶇（聲：藤原夏海）
京都大妖怪鵺，西區妖怪軍團第一戰將，擁有超越朧的速度與宵之坂的力量，但對於瞬移一類的術並不擅長，一旦被丟在某處就只能借助交通工具往返。
與吞子展開其對決，但最後敗於喝5瓶酒後力量提升的吞子，但此戰後從勁敵漸漸變為戰友關係並成為搖曳莊住民，時常擔當吞子畫連載漫畫的助手與努力不懈的挑戰者。
葛城米莉亞（聲：山下七海）
居住在東京一所豪宅的女性狐妖，與小柚同年。知道幽奈真正的身份並試圖透過幽奈尋找進入天狐本家的契機，為此時常出入搖曳莊而與小柚成為好友。後來也因此被自己父親利用成為了陷害搖曳莊的大家的執行者，恢復後與父親大吵一架並離家出走，成為了搖曳莊新的長期定居者。本身不擅長附身且靈力提升有限，在從前的學校被眾人所排斥，也因此一度絕望過。
浦方麗（聲：M·A·O）
狭霧同學，「誅魔忍」一族的任務輔佐，本身主要是召喚式神進行作戰，最強者基本上和狹霧的實力不相上下。對於狹霧有種介於百合和友人之間的感情，總是有意或無意的將狹霧往冬空的身邊推去。
柳澤芹（聲：大地葉）
冬空凩的同學，千紗希的好友。以前為不良少女，在千紗希的幫助下改頭換面。
兵藤聰（聲：本橋大輔）
冬空凩的同學，与凩关系要好。個性好色。為了要見到幽奈迫想覺醒自身靈感。
夢咲春夢（聲：石见舞菜香）
冬空凩高中二年級時的班主任，是魅魔的半妖。平時戴着一對從誅魔忍軍處購得的特製隱形眼鏡抑制的自己的能力，近期逐漸掌控自己的能力並可卸下隱形眼鏡，但也在每次的夢境中確定自己對凩是抱持著什麼樣的情感。
轟紫音（聲：富田美憂）
柳澤的後輩，前仙石中學第十三代番長。長相可愛，原本只是普通的女生，不知不覺成了不良，希望能在高中改頭換面當個普通的女孩子而向柳澤和千紗希求助，在被冬空凩幫助後喜歡上他。

### 反派角色
龍雅玄士郎（聲：細谷佳正）
統帥信濃龍雅湖的黑龍神，是個黑髮的好色青年，性格幼稚，成天尋找美女做自己的妻子。曾将幽奈绑架回来，想让她做自己的妻子，但被凩阻止，之後便長期待在湖底龍宮苦修，鮮少出現在外界。出關後和凩再次對決並落敗。

#### 天狐家
天狐白叡（てんこ びゃくえい）
御三家中，初代「天狐」的當家。真實年齡已逾千歲。創造能吞噬靈魂的大惡靈「餓爛洞」的元兇。是個單純一根筋走到底的人物，為了保護自己的女兒幻，因而將原本用於封印惡靈的術轉化為另一形態，在戰役中被女兒解除了不死的術式，並傾聽了女兒真正的心聲後，最終隨著幻一同魂歸地府。
天狐幻（てんこ まほろ）
白叡的女兒，幽奈的複製源，因為疾病長期臥病在床，並於18歲那年陷入瀕死終被父親以術式凍結。視幽奈為妹妹。最終隨著父親白叡一同魂歸地府。
天狐雪崩（てんこ なだれ）
御三家中，「天狐」的現任當家。策劃把搖曳莊一行弱化（返老還童）的幕後黑手。
在計劃失敗後因為一些意外終究說服天狐家放棄針對搖曳莊的計畫，並與搖曳莊的大家化敵為友，時不時就會過來串門子。
岸朝霞（きし あさか）
雪崩的部下，喜好游泳也參與競泳部的女高中生，為此計畫而阻擋要救援幽奈的搖曳莊眾人，並開異法結界也強化自己得意的游泳。
游泳對決中被千歲的操縱運勢而輸掉。
頰白凜凜愛（ほおじろ りりあ）
雪崩的部下，辣妹風女高中生，為此計畫而阻擋救援幽奈的冬空凩、迦樓羅、狭霧&雲雀，並開異法結界也強化其法術。
因迦樓羅、狭霧&雲雀遲遲無法傳達對凩的戀情也破除她的結界，最後阻止失敗。

#### 宵之坂家
宵之坂釀之介
吞子的養父。為御三家中西之「宵之坂」當家。西方陣營妖怪的統帥。企圖假借與誅魔忍軍的聯姻把包括冬空凩在內的搖曳莊一行消滅，後被恢復靈力的冬空凩擊敗。其後，在西軍的影響力因戰敗而大幅下降。
之後在壽命逐漸步向終結之時，動用禁術開始遊走全國各地吸納各種不同妖怪的肉身與力量，最後直接來到搖曳莊竊取凩的肉身（捨棄自己肉身）企圖讓搖曳莊的所有人消失在這世界上，最終被大家的羈絆所阻並魂歸地府。
宵之坂酌人（よいのざか しゃくひと）
吞子的義弟，狹霧的未婚夫，對女性粗暴，在父親釀之介戰敗後被廢除與狹霧的婚約，後續竊取了封靈的水晶球試圖封印凩的靈力，被透過預知夢得知未來的千紗希阻止。對於姊姊有著相當的畏懼和正常姊弟的尊敬，然而得知吞子性格大變後，便偷拍了些相片暗中偷笑著。

## 出版書籍
| 卷數 | 集英社        | 集英社                                                    | 東立出版社     | 東立出版社                                                        |
| 卷數 | 發售日期      | ISBN                                                      | 發售日期       | ISBN / EAN                                                        |
| ---- | ------------- | --------------------------------------------------------- | -------------- | ----------------------------------------------------------------- |
| 1    | 2016年6月3日  | ISBN 978-4-08-880715-7                                    | 2017年1月6日   | EAN 4710945550053（首刷附錄版）                                   |
| 1    | 2016年6月3日  | ISBN 978-4-08-880715-7                                    | 2017年5月15日  | ISBN 978-986-482-262-1                                            |
| 2    | 2016年8月4日  | ISBN 978-4-08-880754-6                                    | 2017年3月30日  | ISBN 978-986-482-263-8                                            |
| 3    | 2016年10月4日 | ISBN 978-4-08-880794-2                                    | 2017年5月10日  | ISBN 978-986-482-264-5                                            |
| 4    | 2016年12月2日 | ISBN 978-4-08-880825-3                                    | 2017年6月16日  | ISBN 978-986-482-855-5                                            |
| 5    | 2017年4月4日  | ISBN 978-4-08-881025-6                                    | 2017年8月1日   | EAN 4710945552835（首刷附錄版）                                   |
| 6    | 2017年7月4日  | ISBN 978-4-08-881075-1                                    | 2017年9月22日  | EAN 4710945553290（首刷附錄版）                                   |
| 6    | 2017年7月4日  | ISBN 978-4-08-881075-1                                    | 2018年8月3日   | ISBN 978-986-486-600-7                                            |
| 7    | 2017年9月4日  | ISBN 978-4-08-881201-4                                    | 2017年12月1日  | EAN 4710945553634（首刷附錄版）                                   |
| 7    | 2017年9月4日  | ISBN 978-4-08-881201-4                                    | 2018年8月3日   | ISBN 978-986-486-868-1                                            |
| 8    | 2017年11月2日 | ISBN 978-4-08-881220-5                                    | 2018年1月11日  | EAN 4710945554129（首刷附錄版）                                   |
| 8    | 2017年11月2日 | ISBN 978-4-08-881220-5                                    | 2018年8月3日   | ISBN 978-957-260-158-7                                            |
| 9    | 2018年1月4日  | ISBN 978-4-08-881316-5                                    | 2018年3月19日  | EAN 4710945555027（首刷附錄版）                                   |
| 9    | 2018年1月4日  | ISBN 978-4-08-881316-5                                    | 2018年8月3日   | ISBN 978-957-260-650-6                                            |
| 10   | 2018年4月4日  | ISBN 978-4-08-881354-7                                    | 2018年6月14日  | EAN 4710945555690（首刷附錄版）                                   |
| 10   | 2018年4月4日  | ISBN 978-4-08-881354-7                                    | 2018年8月3日   | ISBN 978-957-260-893-7                                            |
| 11   | 2018年7月4日  | ISBN 978-4-08-881398-1 ISBN 978-4-08-908311-6（BD同梱版） | 2018年10月11日 | EAN 4710945557595（首刷附錄版）                                   |
| 12   | 2018年10月4日 | ISBN 978-4-08-881590-9 ISBN 978-4-08-908312-3（BD同梱版） | 2019年1月17日  | EAN 471094555795-3（首刷附錄版） EAN 471094555794-6（首刷限定版） |
| 13   | 2018年12月4日 | ISBN 978-4-08-881665-4 ISBN 978-4-08-908340-6（BD同梱版） | 2019年4月2日   | EAN 4710945559353（首刷附錄版）                                   |
| 14   | 2019年2月4日  | ISBN 978-4-08-881718-7                                    | 2019年5月2日   | EAN 471094555943-8（首刷附錄版）                                  |
| 15   | 2019年4月4日  | ISBN 978-4-08-881794-1                                    | 2019年7月5日   | ISBN 978-957-26-3226-0                                            |
| 16   | 2019年6月4日  | ISBN 978-4-08-881864-1                                    | 2019年8月29日  | ISBN 978-957-26-3666-4                                            |
| 17   | 2019年8月2日  | ISBN 978-4-08-882019-4                                    | 2019年11月21日 | ISBN 978-957-26-3932-0                                            |
| 18   | 2019年10月4日 | ISBN 978-4-08-882079-8                                    | 2020年3月23日  | ISBN 978-957-26-4300-6                                            |
| 19   | 2019年12月4日 | ISBN 978-4-08-882142-9                                    | 2020年7月10日  | ISBN 978-957-26-4658-8                                            |
| 20   | 2020年2月4日  | ISBN 978-4-08-882202-0                                    | 2020年8月20日  | ISBN 978-957-26-5013-4                                            |
| 21   | 2020年4月3日  | ISBN 978-4-08-882251-8                                    | 2020年11月27日 | ISBN 978-957-26-5124-7                                            |
| 22   | 2020年6月4日  | ISBN 978-4-08-882333-1                                    | 2021年1月18日  | ISBN 978-957-26-5468-2                                            |
| 23   | 2020年9月4日  | ISBN 978-4-08-882406-2                                    | 2021年3月4日   | ISBN 978-957-26-5821-5                                            |
| 24   | 2020年12月4日 | ISBN 978-4-08-882496-3                                    | 2021年5月14日  | ISBN 978-957-26-6254-0                                            |

## 電視動畫

### 製作人員
- 原作：三浦忠弘（週刊少年Jump）
- 監督：長澤剛
- 系列構成：子安秀明
- 人物設計：竹谷今日子
- 音樂：菊谷知樹
- 動畫製作：XEBEC

### 主題曲
片頭曲
作詞：大塚利惠，作曲：藤井萬利子，編曲：Saku，主唱：春奈露娜
片尾曲「Happen～～」
作詞：川田真美，作曲、編曲：中澤伴行，主唱：湯之花幽奈（島袋美由利）、宮崎千紗希（鈴木繪理）、雨野狹霧（高橋李依）
插入曲「JIRIRIN～～」（OVA3）
作詞：，作曲、編曲：菊谷知樹，主唱：湯之花幽奈（島袋美由利）、宮崎千紗希（鈴木繪理）、神刀·朧（小松未可子）、信樂小柚（春野杏）

### 各話列表
| 話數   | 標題                   | 劇本       | 分鏡              | 演出              | 作畫監督                                                             | 備註         |
| ------ | ---------------------- | ---------- | ----------------- | ----------------- | -------------------------------------------------------------------- | ------------ |
| OVA1   | 歡迎來到搖曳莊         | 子安秀明   | 長澤剛            | 比久保弘之        | 竹谷今日子 星野守 吉田和香子 金海淑 朴昌煥                           | 漫畫11卷特典 |
| OVA1   | 凩化作泡沫             | 子安秀明   | 宮浦栗生          | 山中祥平          | 高見明男                                                             | 漫畫11卷特典 |
| 第1話  | 搖曳莊的幽奈小姐       | 子安秀明   | 宮浦栗生          | 大西健太          | 星野守 加藤初重 清水陽一 齊藤大介                                    | -            |
| 第2話  | 溫泉桌球的幽奈小姐     | 子安秀明   | 室谷靖            | 藤本義孝          | 谷口義明 櫻井正明 飯飼一幸 藤田正幸 高見明男                         | -            |
| 第3話  | 幽奈小姐去學校         | 子安秀明   | 宮浦栗生          | 大庭秀昭          | 粟井重紀 富田佳亨 龜田朋幸 津熊健德 加藤初重                         | -            |
| 第4話  | 妖怪觀察！狹霧小姐     | 石田健幸   | 米田光宏          | 米田光宏          | 關口雅博 館崎大 室山祥子 古林杏子                                    | -            |
| 第4話  | 夜夜、怕怕             | 石田健幸   | 米田光宏          | 米田光宏          | 關口雅博 館崎大 室山祥子 古林杏子                                    | -            |
| 第5話  | 幽奈小姐的身體測定     | 松村由香里 | 宮浦栗生          | 上田繁            | 高木潤 水竹修治 荻原滿 和田勝之                                      | -            |
| 第5話  | 修羅場的吞子小姐       | 松村由香里 | 宮浦栗生          | 上田繁            | 高木潤 水竹修治 荻原滿 和田勝之                                      | -            |
| 第6話  | 仲居小姐的秘密冒險     | 丸川直子   | 山田雅之          | 山田雅之          | 三橋櫻子 谷口義明 飯飼一幸 東島久志 清水陽一 藤田正幸 永田善敬       | -            |
| 第6話  | 和幽奈小姐的甘甜假日   | 丸川直子   | 山田雅之          | 山田雅之          | 三橋櫻子 谷口義明 飯飼一幸 東島久志 清水陽一 藤田正幸 永田善敬       | -            |
| 第7話  | 幽奈小姐的神隱         | 子安秀明   | 西田正義          | 草壁匠 中西陽介   | 新井達也 永田善敬 古林杏子 加藤初重 藤田正幸                         | -            |
| 第8話  | 不擇手段的朧           | 子安秀明   | 矢島龍            | 泉明宏            | 石本英治 泉明宏 高橋德詔 優利                                        | -            |
| 第9話  | 搖曳莊的千紗希小姐     | 石田健幸   | 大庭秀昭          | 大庭秀昭          | 松本文男 粟井重紀 岡辰也 富田佳亨 津熊健德 齋藤香織                  | -            |
| 第10話 | 過於積極的狹霧小姐     | 子安秀明   | 大西健太 吉川博明 | 大西健太          | 谷口義明 古林杏子 東島久志 加藤弘將 永田善敬                         | -            |
| 第10話 | 臨海學校和凩           | 子安秀明   | 大西健太 吉川博明 |                   | 谷口義明 古林杏子 東島久志 加藤弘將 永田善敬                         | -            |
| 第11話 | 貼面舞和幽奈小姐       | 子安秀明   | 吉川博明          | 廣島秀樹 飯村正之 | 岡田万衣子 田中誠輝 渡邊佳奈子 飯飼一幸 吉田和香子 藤田正幸 新井達也 | -            |
| 第11話 | 期末考試和狹霧小姐     | 子安秀明   | 吉川博明          | 廣島秀樹 飯村正之 | 岡田万衣子 田中誠輝 渡邊佳奈子 飯飼一幸 吉田和香子 藤田正幸 新井達也 | -            |
| 第12話 | 搖曳莊和幽奈小姐       | 子安秀明   | 大槻敦史          | 上田繁 泉明宏     | 萩原滿 森川侑紀 藤井文乃 泉明宏 石本英治 優利動画 FEI YA             | -            |
| OVA2   | 搖曳莊的朧小姐         | 丸川直子   | 大槻敦史          | 藤代和也          | 鈴木奈都子 那花優統                                                  | 漫畫12卷特典 |
| OVA2   | 宮崎親子和小柚         | 丸川直子   | 大槻敦史          | 藤代和也          | 荒木裕                                                               | 漫畫12卷特典 |
| OVA3   | 夜夜和狗尾草           | 石田健幸   | 西田正義          | 泉明宏            | 石本英二 趙菲婭 蘭彦牟                                               | 漫畫13卷特典 |
| OVA3   | 朧小姐是第2喜歡的      | 石田健幸   | 西田正義          | 長澤剛            | 古林杏子 加藤弘將                                                    | 漫畫13卷特典 |
| OVA4   | 被诅咒的凩             | 子安秀明   | 吉川博明          | 白幡良志之        | 竹谷今日子                                                           | 漫畫24卷特典 |
| OVA4   | 千钧一发！？温泉事件！ | 子安秀明   | 吉川博明          | 長澤剛            | 高見明男                                                             | 漫畫24卷特典 |

### 播放電視台
日本深夜動畫：下文記載的日本国内播放時間使用日本標準時間（UTC+9）表示。因為部分時間标识會採用30小时制，因此請留意这类超过24:00的时间，其實際播放時間為翌日清晨。
| 播放日期        | 播放時間（UTC+9）    | 播放電視台 | 播放區域 | 備註                    |
| --------------- | -------------------- | ---------- | -------- | ----------------------- |
| 2018年7月14日 - | 星期六 23:30 - 24:00 | BS11       | 日本全域 | BS衛星 ／『ANIME+節目』 |
|                 |                      | TOKYO MX   | 東京都   |                         |
|                 |                      | 栃木電視台 | 栃木縣   |                         |
|                 |                      | 群馬電視台 | 群馬縣   |                         |
|                 | 星期六 25:00 - 25:30 | SUN電視台  | 兵庫縣   |                         |
|                 |                      | KBS京都    | 京都府   |                         |
| 2018年7月16日 - | 星期一 25:00 - 25:30 | 岐阜放送   | 岐阜縣   |                         |
|                 | 星期一 26:05 - 26:35 | 三重電視台 | 三重縣   |                         |
| 2018年7月17日 - | 星期二 23:30 - 24:00 | AT-X       | 日本全域 | CS衛星 / 有重播         |

### BD&DVD
| 卷數 | 發行日期       | 收錄話數       | 規格編號      | 規格編號      |
| 卷數 | 發行日期       | 收錄話數       | BD限定版      | DVD限定版     |
| ---- | -------------- | -------------- | ------------- | ------------- |
| 1    | 2018年9月26日  | 第1話、第2話   | ANZX-13611/2  | ANZB-13611/2  |
| 2    | 2018年10月24日 | 第3話、第4話   | ANZX-13613/4  | ANZB-13613/4  |
| 3    | 2018年11月28日 | 第5話、第6話   | ANZX-13615/6  | ANZB-13615/6  |
| 4    | 2018年1月30日  | 第7話、第8話   | ANZX-13617/8  | ANZB-13617/8  |
| 5    | 2019年2月27日  | 第9話、第10話  | ANZX-13619/20 | ANZB-13619/20 |
| 6    | 2019年3月27日  | 第11話、第12話 | ANZX-13621/2  | ANZB-13621/2  |

## 電子遊戲
PlayStation 4平台遊戲《搖曳莊的幽奈小姐 蒸氣迷宮》於2018年11月15日在日本地區發售，採用角色扮演與Roguelike的遊戲方式。2024年1月18日在任天堂Switch、PlayStation 5、Steam、iOS、Android平台全球發售《搖曳莊的幽奈小姐 溫泉迷宮 終極》。

## 迴響
該作品對性的描寫在日本引起爭議。

## 備註
1. ↑  PlayStation Store不包括臺灣

## 外部連結
- 《週刊少年Jump》官方網站（日語）
- 電視動畫《搖曳莊的幽奈小姐》官方網站（日語）
- 電視動畫《搖曳莊的幽奈小姐》的X（前Twitter）（日語）
- 電子遊戲《搖曳莊的幽奈小姐》的X（前Twitter）
- 電子遊戲《搖曳莊的幽奈小姐 溫泉迷宮》官方網站（日語）